# 베른-졸로투른 지역교통

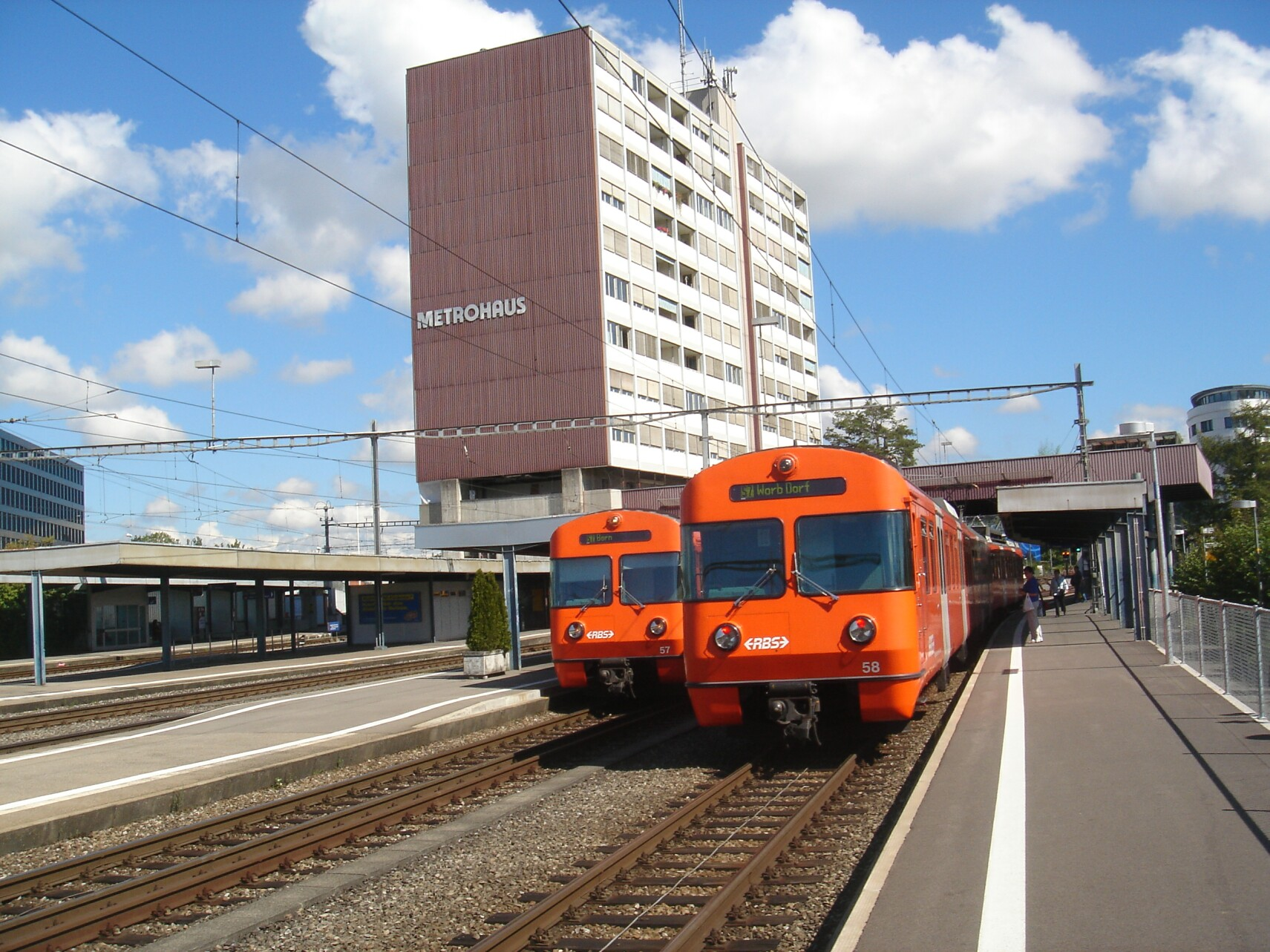
보르프라우펜의 RBS 차량

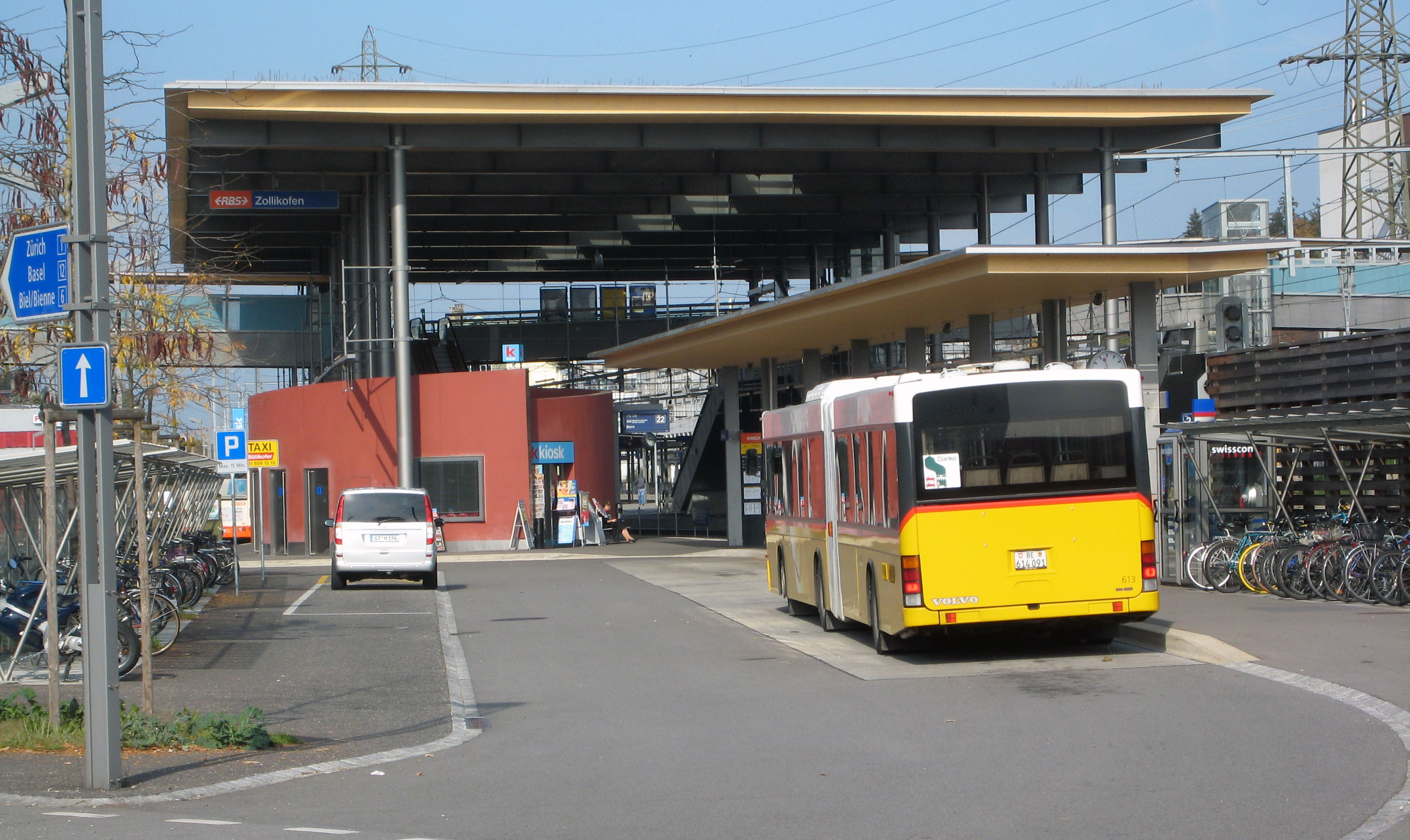
촐리코펜의 RBS 철도와 버스역. 노란색 버스는 스위스 포스트에 의해 운영.

베른-졸로투른 지역교통(독일어: Regionalverkehr Bern-Solothurn, 약칭 RBS)은 스위스의 대중교통 회사이다. 베른, 졸로투른과 보르프 사이의 기차, 트램, 버스 노선을 운영한다.

## 개요
| 노선 | 경로               | 길이    |
| ---- | ------------------ | ------- |
| S7   | 베른–보르프 도르프 | 15,1 km |
| S8   | 베른-예겐스토르프  | 13,6 km |
| S9   | 베른-운터촐리코펜  | 05,4 km |
| RE   | 베른-졸로투른      | 33,6 km |

19세기 중반부터 졸로투른과 베른 간의 직접적인 연결에 대한 열망이 있었지만, 1876년 에멘탈 철도에 의해 졸로투른과 부르크도르프 사이의 표준궤 노선이 개통되면서 부분적으로만 충족되었다. 마침내 프라우브루넨을 경유하는 노선 캠페인 그 결과 1912년 졸로투른-베른 전철(ESB)이 졸로투른과 촐리코펜 사이에 미터궤 노선을 건설할 수 있는 양보가 승인되었다. 여기에서 베른-촐리코펜 철도과 연결된다. 같은 해에 열렸다. 1916년 4월 9일에 전체 노선이 개통되었지만 처음 8년 동안 승객들은 촐리코펜에서 열차를 갈아타야 했다. 대중의 압력으로 두 노선이 1922년 졸로투른-촐리코펜 철도(SZB)로 통합되었다.
보르프 마을은 1898년에 베른-보르프 철도(BWB)에 의해 베른과 연결되었으며, 보르프렌탈반은 이후 보르프와 붸르블 계곡의 마을을 연결하여 보르프라우펜의 BZB선과 연결되었다. 보르프의 두 노선은 1927년 베른-보르프 연합 철도(VBW)로 통합되었다. 1970년대에 일련의 작업 협정 이후, SZB와 VWB는 일련의 합병을 통해 1984년 11월 마침내 RBS로 합병되었다. RBS 주식의 94%는 연방, 주 및 지방 당국이 소유하고 있다.
2006년 기준으로 회사는 361명의 직원이 있고 185대의 차량을 소유하고 있다. 57km의 트랙과 61km의 버스 노선을 운행하며 매년 2,350만 명의 승객을 수송한다. 베른의 지하철 RBS역은 승객 사용량 기준으로 국내 8위이며, 피크타임에는 49,000명이 이용한다. 사용량이 많으면 피크타임에 과밀 상태가 된다. 역의 승객 처리 능력을 높이고 과밀화를 줄이기 위해 승객 흐름을 통제하는 엄격한 규칙이 시행되었다.
트랙 더블링의 꾸준한 프로그램은 트랙 용량을 크게 증가시켰다. 계획은 이미 승객 흐름과 처리할 수 있는 열차 수 측면에서 역의 크기와 수용력을 늘리기 시작했다. 2009년에는 모든 노선에 대해 15분 간격이 계획되어 역이 승객을 처리할 수 있는 한계에 도달했다.
새로운 120km/h 기차 세트가 RE선(베른 - 졸로투른)에 도입되어 15분 간격으로 달릴 수 있다. 이 세트는 슈타들러 철도 AG에서 제작했다.